# (36183) 1999 TX16
1999 تي أكس 16 (ويعرف أيضًا باسم (36183) 1999 تي أكس 16 وفق تسمية الكوكب الصغير) (بالإنجليزية: 1999 TX16)‏ هو كويكب ضمن حزام الكويكبات؛ وترتيبه 36183 من حيث الاكتشاف.
اكتُشف هذا الجُرم الفلكي بواسطة بحث لنكولن عن الكويكبات القريبة من الأرض في 13 أكتوبر 1999.

## وصلات خارجية
- (36183) 1999 TX16 في قاعدة بيانات مختبر الدفع النفاث لأجرام النظام الشمسي الصغيرة

- الاكتشاف · مخطط المدار ·  العناصر المدارية · المعلمات المادية

- (36183) 1999 TX16 على موقع ويكي سكاي: DSS2, SDSS, GALEX, IRAS, Hydrogen α, X-Ray, Astrophoto, Sky Map, Articles and images